# 比堅尼戰士
《比堅尼戰士》（日語：ビキニ・ウォリアーズ）是模型雜誌出版商Hobby Japan和模型玩具廠MegaHouse推出的原創大型企劃並為此展開的跨媒體製作，內容包括手辦、漫畫、遊戲、電視動畫。

## 故事簡介
以劍與魔法世界為舞台，講述比基尼鎧甲勇者征討魔王的故事。

## 出場角色

### 勇者隊伍
戰士（聲：日笠陽子）
角色設計：Hisasi
擅長近距離戰鬥的格鬥家，是拯救了世界傳說中勇者的女兒。
動畫版中隊伍的領隊。
聖騎士（聲：植田佳奈）
角色設計：おにぎりくん
鋤強扶弱的騎士，善於使用任何武器。出身名門貴族，因此無法理解平民的價值觀。偶爾會透露出痴女與受虐癖的性格。
動畫版中自我犧牲最多的隊員。
魔法師（聲：加隈亞衣）
角色設計：saitom
不擅長戰鬥，但擁有強大的魔法力量，能一舉殲滅敵人。
動畫版借其被敵人操控指出其餘隊伍成員對魔法毫無認識。
暗精靈（聲：高橋智秋）
角色設計：織田non
劍技與魔法都很厲害，是一種美麗且長壽的種族。
動畫版中劍技與魔法都只得半桶水，負責撿查寶箱郤常常失手。
獵人（聲：沼倉愛美）
角色設計：廣江禮威
住在荒野的獵人，擅長狩獵，箭術超羣，野外生存術無人能出其右。但是完全沒有日常知識，連買東西都不會。
動畫版中為入隊以怪物為材料的料理討好隊伍。
女武神（聲：伊藤靜）
角色設計：Tony
只有天生能力值很高或長年累積經驗的人才能擔任的高級職階，武器也只能使用被神選中的上級槍。
動畫版中顯示了其力量，但只肯乘馬車移動，高傲的性格令他人難以容忍。
女忍者（聲：原由實）
角色設計：安田典生
OVA登場角色。
教士（聲：田中愛美）
角色設計：高村和宏
OVA登場角色。
黑騎士（Black Knight，聲：喜多村英梨）
角色設計：AKIRA
OVA登場角色。沒有特定立場的傭兵，表面上看來冷酷，其實內心很怕寂寞。
死靈法師（Necromancer，聲：藤田茜）
角色設計：
OVA登場角色。喜歡肉感體型的大姊姊，想將她們變成不死者，永遠相處在一起。

### 魔王軍
大魔王 死亡魔道（聲：武内駿輔）
支配世界的魔王。

### 其他
店主（聲：前田弘喜）
防具店店主。
動畫版中因其惡趣味只會製作泳衣防具。
國王（聲：山下大毅）
勇者前往拯救國家的國王。
動畫版中因隊伍不停要求、不勝其煩而把隊伍全員關進監牢。
女神（聲：渡谷美帆）
動畫版中因隊伍不停要求、不勝其煩而躱回寶箱中。

## 電視動畫
2015年2月宣佈改編為短篇電視動畫並於7月8日開始播放共12話，2015年12月19日發售DVD和BD附贈第13話。2016年12月7日發售OVA，收錄第14和15話與已播放6話的Hyper Sexy版。

### 製作人員
- 導演：葛谷直行
- 演出：大河原晴男
- 系列構成、劇本：玉井☆豪
- 角色設計、總作畫監督：村山公輔
- 道具設計：片岡千春、大谷道子、上原史也
- 色彩設定：植木義則
- 美術監督：鈴木友成
- 美術設定： 大平司
- 攝影監督：林昭夫
- 動畫製作：feel.xPRA
- 旁白：弓原健史

### 各話列表
| 集數                | 日文標題 | 中文標題                                         | 分鏡       | 作畫監督          |
| ------------------- | -------- | ------------------------------------------------ | ---------- | ----------------- |
| 第1集               |          | 比堅尼裝甲是比堅尼裝甲不是比堅尼                 | 葛谷直行   | 原田峰文          |
| （HS）第2集         |          | 勇者之旅起程時所必要的東西                       | 大河原晴男 | 原田峰文          |
| 第3集               |          | 雖說是勇者但也得愁生計                           | 葛谷直行   | 片岡千春          |
| （HS）第4集         |          | 勇者幫忙不能要求回報                             | 葛谷直行   | 原田峰文          |
| 第5集               |          | 總覺得有一天能用上的東西一般到最後都用不到       | 葛谷直行   | 原田峰文          |
| （HS）第6集         |          | 勇者即為挑戰極限，並將其超越之人                 | 葛谷直行   | 原田峰文          |
| （HS）第7集         |          | 切勿對酒館遇見的同伴抱過份期待                   | 葛谷直行   | 原田峰文 片岡千春 |
| 第8集               |          | 冒險途中有新隊友加入是常有的事                   | 葛谷直行   | 原田峰文          |
| 第9集               |          | 當面對信任的同伴背叛之時勇者應採取的行動         | 葛谷直行   | 原田峰文          |
| 第10集              |          | 越想得到的道具就越難入手                         | 葛谷直行   | 原田峰文          |
| （HS）第11集        |          | 逼近聖騎士白嫩肌膚的獸慾陷阱                     | 葛谷直行   | 原田峰文 片岡千春 |
| （HS）第12集        |          | 我們也不知道是否真的就此結束                     | 葛谷直行   | 原田峰文          |
| 第13集（特典）      |          | 向買碟的觀眾提供點平常看不到的東西是理所當然的事 | 葛谷直行   | 原田峰文          |
| 第14集（OVA）       |          | 女忍者法帖 秘密垂涎                              | 葛谷直行   | 原田峰文          |
| 第15集（OVA）       |          | 這就是得到傳說防具勇者們的身姿                   | 葛谷直行   | 大谷道子          |
| 第16集（OVA特別篇） |          | 把Figure傳達不了的魅力直接動畫化                 | 葛谷直行   | 大谷道子          |
| 第17集（OVA2）      |          |                                                  | 葛谷直行   | 原田峰文          |
| 第18集（OVA2）      |          |                                                  | 葛谷直行   | 原田峰文          |

### 播放電視台
日本深夜動畫：下文記載的日本国内播放時間使用日本標準時間（UTC+9）表示。因為部分時間标识會採用30小时制，因此請留意这类超过24:00的时间，其實際播放時間為翌日清晨。
| 播放地區 | 播放電視台     | 播放日期              | 播放時間（UTC+9） | 所屬聯播網 | 備註      |
| -------- | -------------- | --------------------- | ----------------- | ---------- | --------- |
| 東京都   | 東京都會電視台 | 2015年7月8日－9月23日 | 星期三 1:35－1:40 | 獨立局     |           |
| 日本全國 | NICONICO頻道   | 2015年7月8日－9月23日 | 星期三 1:35 更新  | 網絡電視   | 第1話免費 |
| 日本全國 | AT-X           | 2015年7月9日－9月24日 | 星期四 0:45－0:50 | CS放送     | 有重播    |

## 外部連結
- 比堅尼戰士官方網站 （页面存档备份，存于）
  - 電視動畫「比堅尼戰士」官方網站 （页面存档备份，存于）
  - 動畫「比堅尼戰士」官方的X（前Twitter）